# Christopher Giesting
Christopher „Chris“ Giesting (* 10. Dezember 1992 in Indianapolis, Indiana) ist ein ehemaliger US-amerikanischer Leichtathlet, der sich auf den Sprint spezialisiert hat. Seinen größten Erfolg feierte er mit dem Gewinn der Goldmedaille in der 4-mal-400-Meter-Staffel bei den Hallenweltmeisterschaften 2016 in Portland.

## Sportliche Laufbahn
Christopher Giesting wuchs in Indiana auf und absolvierte ein Studium an der University of Notre Dame. 2012 wurde er NCAA-Hallenmeister über die Distanzstaffel. 2016 startete er mit der US-amerikanischen 4-mal-400-Meter-Staffel bei den Hallenweltmeisterschaften in Portland und siegte dort in 3:02,45 min gemeinsam mit Kyle Clemons, Calvin Smith und Vernon Norwood. 2020 beendete er dann seine aktive sportliche Karriere im Alter von 27 Jahren.

## Persönliche Bestzeiten
- 400 Meter: 45,53 s, 9. Mai 2014 in Charlottesville
  - 400 Meter (Halle): 45,74 s, 15. März 2014 in Albuquerque